# Макаровський Михайло Михайлович
Михайло Михайлович Макаровський (1783—7 вересня (19 вересня) 1846) — український поет-романтик XIX століття.

## Біографія
Народився в 1783 році. Батько його був священником-намісником на флоті, а після — душпастирем у с. Галицькому і в містечку Кропивній.
Михайло Михайлович Макаровський навчався у Полтавській духовній семінарії на утриманні брата, закінчивши яку в 1818 році, був домовим учителем у дідичів Корсуна, Кодинця, Кулябки. Опісля пішов на службу до Гадяцького повітового училища, спочатку на місце учителя Закона Божого, історії, географії, мов латинскої і російської, а опісля на місце «штатного смотрителя». Будучи на службі, здобув справедливістю, розумом і даром слова любов і повагу у своїх учнів і мешканцїв Гадяча, а невсипучою працею завів у школі взірцевий лад.
Знав і говорив мовами латинською, французькою і німецькою.
Був учителем Амвросія Метлинського, який у харківському «Южно-русском сборнике» опублікував поеми Макаровського «Наталя» і «Гарасько».
Помер у чині колезького ассесора і кавалера 7 вересня 1846 року.
Наступні його твори вийшли друком вже посмертно — у 1864 році в Полтаві в збірнику «Мова з України».

## Твори
- «Наталя, або дві долі разом» (1844)[2]
- «Гарасько, або Талан і в неволі» (бл. 1846)[3]
- «Полтавська різанина»[4]
- «Полтавська могила»[4]